# Линвил (Индијана)
Линвил (енгл. Lynnville) град је у америчкој савезној држави Индијана.

## Демографија
По попису из 2010. године број становника је 888, што је 107 (13,7%) становника више него 2000. године.
| Група             | 2000.       | 2010.       |
| Белци             | 772 (98,8%) | 871 (98,1%) |
| Афроамериканци    | 0 (0,0%)    | 1 (0,1%)    |
| Азијати           | 1 (0,1%)    | 0 (0,0%)    |
| Хиспаноамериканци | 0 (0,0%)    | 7 (0,8%)    |
| Укупно            | 781         | 888         |